# Cuaxuchpa
Cuaxuchpa är en ort i Mexiko.   Den ligger i kommunen San Sebastián Tlacotepec och delstaten Puebla, i den sydöstra delen av landet, 260 km öster om huvudstaden Mexico City. Cuaxuchpa ligger 526 meter över havet och antalet invånare är 449.
Terrängen runt Cuaxuchpa är bergig åt sydväst, men åt nordost är den kuperad. Runt Cuaxuchpa är det ganska tätbefolkat, med 58 invånare per kvadratkilometer. Närmaste större samhälle är Huitzmaloc, 10,9 km väster om Cuaxuchpa. I omgivningarna runt Cuaxuchpa växer i huvudsak städsegrön lövskog.